# 朱程清
朱程清（1965年4月—），女，汉族，四川巴中人，中华人民共和国政治人物，曾任水利部南水北调规划设计管理局局长，2022年8月任中华人民共和国水利部副部长，九三学社中央委员会常务委员。